# Benoît Sokal
Benoît Sokal (Bruxelles, 28 giugno 1954 – Reims, 28 maggio 2021) è stato un fumettista e autore di videogiochi belga.
È famoso in Europa per la sua serie di fumetti Canardo, inoltre ha raggiunto grande fama internazionale nel mondo dei videogiochi per via della realizzazione di alcune avventure grafiche molto apprezzate.

## Biografia
Benoît Sokal è nato a Bruxelles il 28 giugno 1954. Ha studiato alla École Supérieure des Arts Saint-Luc nella sua città natale, in seguito ha lavorato per conto di importanti fumettisti come François Schuiten. Ha cominciato a disegnare per il giornale À Suivre nel 1978. In seguito ha creato la sua serie di fumetti: Inspector Canardo pubblicata da Casterman che parla di un papero detective con problemi di alcolismo, sigarette e donne. Tradotto come Ispettore Anatroni in Italia il personaggio ha fatto la sua comparsa sulla rivista Alterlinus ed in seguito in un volume a lui dedicato dall'editore Milano Libri Edizioni, Due inchieste dell'Ispettore Anatroni, che ospita gli episodi Il marchio di Rasputin e La morte dolce, storie di morte.
La sua carriera ha avuto una svolta quando accettò di collaborare con la Microïds per realizzare l'avventura grafica Amerzone, ottenendo ottime critiche e un notevole riscontro di pubblico, il sodalizio con la Microïds durò anche nella realizzazione di Syberia e Syberia II. In seguito ha fondato una sua casa di produzione di giochi per PC: La White Birds Productions, con questa ha creato una nuova avventura grafica dal titolo Paradise distribuito dalla Ubisoft nel 2006. Nel 2007 ha realizzato Sinking Island distribuito tramite la sua vecchia partner Microïds e non dalla Ubisoft come la precedente. Nel 2008 cambia nuovamente distributore, si affida infatti alla Halifax per pubblicare nel mercato Nikopol: Secrets of the Immortals.
Dopo Nikopol Sokal iniziò a lavorare ad una nuova avventura grafica dal titolo Aquarica, tuttavia il fallimento della White Birds Productions nel 2010 ha cancellato l'intero progetto. Nel novembre 2012 è stata ufficializzata la firma del contratto tra Sokal, lo sviluppatore Microïds e l'editore Anuman per la realizzazione di Syberia III, la cui pubblicazione è avvenuta ad aprile 2017.
A settembre 2019 Microids e Benoît Sokal hanno annunciato lo sviluppo di Syberia: The World Before. La storia avrà di nuovo come protagonista Kate Walker e la porterà in giro attraverso i continenti e il tempo per un viaggio su una nuova indagine. La produzione, con una pubblicazione programmata inizialmente per il 2021,  è stata poi posticipata fino all'uscita ufficiale della versione PC il 18 marzo 2022.
Muore di insufficienza cardiaca la notte tra il 28 e il 29 maggio 2021.

## Pubblicazioni
- Canardo, 16 albums, 1981- ; Casterman
- Sanguine, con Alain Populaire; 1988, Casterman
- Silence, on tue!, con François Rivière; 1990, Nathan
- Le Vieil Homme qui n'Écrivait Plus, 1996; Casterman
- Syberia, 1 album, 2002; Casterman (tratto dal gioco Syberia)
- Paradise, 2 album, 2005-; Casterman

## Videogiochi
- 1999 - Amerzone
- 2002 - Syberia
- 2004 - Syberia II
- 2006 - Paradise
- 2007 - Sinking Island
- 2008 - Nikopol: Secrets of the Immortals
- 2008 - Last King of Africa (riedizione di Paradise per Nintendo DS)
- 2017 - Syberia III
- 2022 - Syberia: The World Before - postumo